# Айдарова, Галина Николаевна
Галина Николаевна Айдарова (род. 19 июля 1947, Билярск, Алексеевский район, Татарская АССР, РСФСР, СССР) — советский и российский архитектор, историк архитектуры. Доктор архитектуры (1997). Заслуженный деятель науки Республики Татарстан (2009).

## Биография
Галина Николаевна Айдарова родилась 19 июля 1947 года в селе Билярск Алексеевского района Татарской АССР. Девичья фамилия — Волкова.
В 1972 году окончила архитектурный факультет Казанского инженерно-строительного института. После получения образования поступила архитектором в институт «Татгражданпроект», где выступила автором ряда проектов, в том числе зданий средней школы в селе Ленино-Кокушкино (1976), учебного центра министерства внутренних дел в Казани (1983). В 1976 году перешла на преподавательскую работу в КИСИ, сначала на кафедре архитектурного проектирования, затем на кафедре градостроительства. В 1983 году принята в члены Союза архитекторов СССР.
В 1985 году окончила аспирантуру в Московском архитектурном институте, а в 1986 году там же защитила диссертацию «Взаимодействие национальных культур в архитектуре Казани 1840—1910-х годов» под научным руководством профессора Э. А. Гольдзамта, получив учёную степень кандидата архитектуры. В 1991 году получила учёное звание доцента. В 1997 году защитила в МАРХИ диссертацию на тему «Взаимодействие культур в архитектурно-градостроительном развитии Среднего Поволжья середины XVI — начала XX веков» при научном консультировании профессора В. Л. Хайта, получив степень доктора архитектуры. В 1999 году стала профессором.
В 2000—2005 годах занимала пост декана архитектурного факультета Института архитектуры и дизайна Казанского государственного архитектурно-строительного университета. В 2004 году стала заведующей кафедрой теории и истории архитектуры, которая в 2015 году вместе с кафедрой архитектурного проектирования была объединена в кафедру теории и практики архитектуры, и возглавляла её до 2021 года. Имеет звание советника Российской академии архитектуры и строительных наук, также состоит членом Союза архитекторов России. Подготовила пять кандидатов наук.
Специализируется на истории и теории архитектуры, вопросах взаимодействия культур в градостроительстве Среднего Поволжья, методологии исследования местной архитектурной культуры и национально-региональных особенностей развития Казани. Является автором более чем сотни работ, в том числе научно-методических статей, монографий, учебных пособий. Сотрудничала с Татарской энциклопедией, в частности, выступила автором статьи об архитектуроведении. Также является соавтором книг своего мужа Р. С. Айдарова о деревянной архитектуре малых городов и сёл Татарстана. Активно выступает в прессе по вопросам архитектурного наследия Татарстана, татарской архитектуры, Казанского кремля, мечетей Казани. Также выражает своё мнение насчёт современной архитектуры Казани, в частности, одобрила сооружение новой соборной мечети на месте парка «Кырлай».

## Награды
- Нагрудный знак «Почётный работник высшего профессионального образования Российской Федерации» (2008 год)[3].
- Почётное звание «Заслуженный деятель науки Республики Татарстан[тат.]» (2009 год)[1].
- Почётная грамота города Казани (2010 год) — за многолетний добросовестный труд и большой вклад в подготовку высококвалифицированных специалистов в области архитектуры и строительства[17].
- Звание «Заслуженный профессор КГАСУ» (2015 год)[5].

## Личная жизнь
Муж — Равиль Сайярович (р. 1950), профессор Казанского государственного архитектурно-строительного университета. Познакомились в 1967 году во время учёбы, поженились в 1972 году. Сын — Руслан (р. 1973), архитектор.